# Rowlandius alayoni
Espèce
Synonymes
- Schizomus alayoni Armas, 1989

Rowlandius alayoni est une espèce de schizomides de la famille des Hubbardiidae.

## Distribution
Cette espèce est endémique de la province de Santiago de Cuba à Cuba,. Elle se rencontre vers Santiago de Cuba.

## Étymologie
Cette espèce est nommée en l'honneur de Giraldo Alayón García.

## Publication originale
- Armas, 1989 : Adiciones al orden Schizomida (Arachnida) en Cuba. Poeyana, no 387, p. 1-45.